# گنادی چخایدزه
گنادی چخایدزه (به گرجی: გენნადი ჩხაიძე؛ زادهٔ ۱۹ ژوئن ۱۹۷۴) کشتی‌گیر بازنشستهٔ اهل گرجستان است که در دستهٔ سنگین‌وزن کشتی فرنگی برای کشورهای گرجستان، قرقیزستان و ازبکستان فعالیت کرده است. او در المپیک ۲۰۰۰ سیدنی رقابت کرد که به مقام پنجم رسید. مدال برنز بازی‌های آسیایی ۲۰۰۶ دوحه به برای ازبکستان و مدال طلای مسابقات قهرمانی کشتی آسیا ۲۰۰۴ برای قرقیزستان افتخارات او است.